# Рудня (Олевский район)
Рудня (укр. Рудня) — село на Украине, основано в 1691 году, находится в Олевском районе Житомирской области.
Код КОАТУУ — 1824482002. Население по переписи 2001 года составляет 136 человек. Почтовый индекс — 11013. Телефонный код — 4135. Занимает площадь 0,56 км².

## История
В 1946 году указом ПВС УССР село Рудня-Собичинская переименовано в Рудню.

## Адрес местного совета
11013, Житомирская область, Олевский р-н, с. Журжевичи, пл. Центральная, 5